# Giorgio Salvioni
Giorgio Salvioni (... – Roma, 1994) è stato un produttore cinematografico e sceneggiatore italiano.

## Biografia
Suo cugino di secondo grado è l'attore Edoardo Purgatori.
Al cinema, dopo essere apparso nel 1952 in un ruolo nel film di Federico Fellini Lo sceicco bianco (dove era doppiato da Cesare Polacco) dalla metà degli anni '60 fino al 1979 fu soggettista e sceneggiatore in una dozzina di produzioni cinematografiche, per lo più commedie.
Nel 1966 ebbe una nomination all'Oscar per la migliore sceneggiatura originale nel film Casanova '70. Dal 1972 fino al 1987 svolse l'attività di produttore cinematografico. Nel 1964 scrisse i testi delle canzoni Non ne posso più di Bobby Solo e Sola nel sole di Jenny Luna.

## Filmografia

### Sceneggiatore
- Una donna dolce, dolce, episodio di La donna è una cosa meravigliosa, regia di Mauro Bolognini (1964) – anche soggetto
- Una donna d'affari, episodio di Controsesso, regia di Renato Castellani (1964)
- Casanova '70, regia di Mario Monicelli (1965)
- La decima vittima, regia di Elio Petri (1965)
- Fata Armenia, episodio di Le fate, regia di Mario Monicelli (1966) – solo soggetto
- Don Giovanni in Sicilia, regia di Alberto Lattuada (1967)
- Vivi o preferibilmente morti, regia di Duccio Tessari (1968)
- Quella piccola differenza, regia di Duccio Tessari (1969)
- 40 gradi all'ombra del lenzuolo, regia di Sergio Martino (1976)

### Produttore
- Un apprezzato professionista di sicuro avvenire, regia di Giuseppe De Santis (1972) – anche soggetto e sceneggiatura
- Per amare Ofelia, regia di Flavio Mogherini (1974) – anche sceneggiatura
- La ragazza dal pigiama giallo, regia di Flavio Mogherini (1977)
- Le braghe del padrone, regia di Flavio Mogherini (1978)
- Letti selvaggi, regia di Luigi Zampa (1979) – anche sceneggiatura
- Miami Golem, regia di Alberto De Martino (1985)
- Striker, regia di Enzo G. Castellari (1987)[2]